# 大叶南洋杉
大叶南洋杉（学名：Araucaria bidwillii）又稱廣葉南洋杉，是南洋杉属下的一种常青树，最高可达30-40米，主要分布在澳大利亚。

## 别名
洋刺杉（福州），澳洲南洋杉（经济植物手册），披针叶南洋杉（华北经济植物志要）